# 実話ドキュメント
『実話ドキュメント』（じつわドキュメント）は、ジェイズ・恵文社が編集・配信している実話誌（電子書籍）。二代目編集長は井上公造（1984年ごろに約半年）。

## 概要
1983年に竹書房から創刊。派手な表紙が特徴であり、「現代のカストリ雑誌」を自称している。
2013年7月号を最後に竹書房からの発行を終了し、翌8月号から版元をマイウェイ出版へと移行した。
刺青ヌード写真を毎号掲載しており、他の実話誌ではほとんど扱わない右翼記事も積極的に掲載している。
2017年3月29日発売の5月号をもってマイウェイ出版からの発行を終了し休刊したが、同8月29日発売の10月号からジェイズ・恵文社の発行として発売を再開した。
2018年5月号（終刊号）をもって紙媒体としての発行を終了、電子書籍に完全移行した。休刊号で「連載しているライターの原稿を掲載しない」という判断をしたことにより「人道的に問題」としてSNSなどで議論を巻き起こした。
なお、ジェイズ・恵文社は東京都千代田区九段下から撤退。現在はオンライン販売を中心に事業を展開している。

## 連載一覧
- 満利江のオススメ B級ホラー今月の一本！
- 林健「アウトロー都市伝説」
- 蜷川正大「友を選ばば書を読みて」
- HISASHI「酒の肴は海にあり！」
- 今月の外国人犯罪
- 東日本ヤクザ凶悪事件簿
- ドキュメント白書 逮捕
- 柔肌市場
- 初代彫ひとフラッシュ
- ことのはの道 獄中短歌・俳句
- 蒙御免 股間診断
- 極道川柳-ごくせん-
- 拘置所通信 塀の中からの真実の叫び
- うそ～ぷランド 愉快痛快奇々怪々
- 今月のチェックポイント
- アンドロギュロス占い
- 4コマ漫画「ヤクザんす！」
- 漫画「日本の黒幕秘話」
- 読者投稿「刺青絶佳絢爛」
- 読者投稿「TATTOO CLUB」

## 2017年10月号からの連載一覧
- 片岡亮「拳魂 格闘ドキュメント」
- 柴田智「現代ヤクザ気質」
- 三垣篤稔「馬のいる風景」
- 澁谷果歩「かほパイの離しちゃダメ♫」
- 竹下なな「腰が抜けるまでエッチしたい♡」
- 思わずプッとなる！？ B級NEWS
- 芸能特ダネ地獄耳

## 2017年5月号をもって終了した連載一覧
- 新・高須基仁が漢の生き様を語る！
- 南渕時高「プロ野球 奇人変人」
- 漫画「詐欺師たち」
- 4コマ漫画「井戸端ドキュメント」
- スポーツ界 特ダネ地獄耳
- 侠騒ぎの新作映像激場
- 戦国武将に見るヤクザの生き残り戦略
- 芸能タブーイニシャルトーク
- 風俗嬢㊙Hトーク
- 酒場のうんちく おネエちゃんに大受けトー

## 『実話時報』
『実話時報』は『実話時代』のスタッフが立ち上げ、編集部員の4分の3が、もともとは『実話時代』を作っていた。